# Marko Nikezić
Marko Nikezić, född den 13 juni 1921 i Belgrad, Serbien, Kungariket Jugoslavien, död den 6 januari 1991, var en jugoslavisk politiker och diplomat.

## Biografi
Nikezić anslöt sig 1939 till kommunistpartiet i dåvarande Jugoslavien och började 1941 att studera vid universitetet i Belgrad. Kort därefter blev han medlem i den jugoslaviska motståndsrörelsen.
Han tog efter grundandet av Socialistiska federala republiken Jugoslavien 1945 över ett flertal befattningar inom det kommunistiska partiet och i regeringen i Jugoslavien. Först blev han 1945 organisationssekreterare i kommunistpartiet i Belgrad och sedan 1950 vice ordförande i exekutivkommittén i staden Belgrad, innan han 1951 blev sekreterare i lokala kommunistpartiet i Belgrad.
År 1952 gick han in i diplomatisk tjänst och var först 1953-1956 ambassadör i Egypten, Etiopien och Libyen och sedan i Tjeckoslovakien, innan han var ambassadör i USA från oktober 1958 till november 1962. Samtidigt valdes han på den 7:e partikongressen 1958 in som medlem i centralkommittén.
År 1962 var han först statssekreterare för utrikes frågor, innan han den 23 april 1965 efterträdde Koca Popovic som utrikesminister i Jugoslavien, en post han innhade tills han ersattes av Miso Pavićević den 25 december 1968. 
Strax efter början av Pragvåren maj 1968, besökte Nikezić Tjeckoslovakien och kritiserade strax därefter de påtryckningar som de andra staterna i Warszawapakten utövade på Tjeckoslovakien och jämförde dem med trycket på Jugoslavien 1948.
I november 1968 efterträdde han Petar Stambolic som ordförande i centralkommittén för kommunisterna i Socialistiska republiken Serbien fram till att han ersattes av Tihomir Vlaskalic den 26 oktober 1972 på grund av miningskiljaktigheter med president Tito om hans liberala kurs han delade med regeringskollegerna Ilija Rajacic och Latinka Perovic. 